# Erwin Janchen
Emil Erwin Alfred rytíř von Janchen-Michel (15. května 1882 Vöcklabruck – 10. července 1970 Vídeň) byl rakouský botanik. Má v Mezinárodním rejstříku jmen rostlin zkratku „Janch.“.

## Život
Roku 1923 promoval na Vídeňské univerzitě. Vědecky působil na zdejším botanickém institutu a podnikl několik průzkumných cest.
Mezi rostlinami, které popsal, je také v Rakousku rostoucí divoká odrůda řepy (Brassica rapa subsp. Silvestris, spoluautor Gustav Wendelberger).

## Dílo
- Flora von Wien (19??)
- Flora des Burgenlandes (19??)
- Kleine Flora von Wien und Burgenland. 1953, spoluautor Gustav Wendelberger
- Flora von Wien, Niederösterreich und Nordburgenland. Wien 1966-1975